# Поддомен
Поддомен (англ. subdomain) — домен, являющийся частью домена более высокого уровня.

## Описание
Система DNS обладает древовидной иерархической системой, в которой каждая ветвь дерева является доменным именем. Поддомен — домен, являющийся частью домена более высокого уровня. Единственные домены, не являющиеся также поддоменами — корневые домены. Например, «mail.example.com» и «calendar.example.com» являются поддоменами «example.com», который в свою очередь является поддоменом домена верхнего уровня .com.
Понятие «поддомен» выражает относительную, а не абсолютную зависимость: например, «wikipedia.org» является поддоменом .org, а «en.wikipedia.org» — поддоменом «wikipedia.org». Максимальное количество уровней поддоменов — 127, и каждый из них может содержать 63 символа, пока общая длина доменного имени не достигнет длины в 255 символов. Некоторые регистраторы доменных имён устанавливают более жёсткие требования.

## Использование
Поддомены обычно используются организациями для создания уникальных имён сайтов для своих подразделений или сервисов, связанных с организацией. Например, доменное имя «cs.example.edu» может использовать в университете для отдела вычислительной техники, и иметь несколько собственных поддоменов, такие как «mail.cs.example.edu» или «www.cs.example.edu».

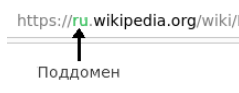

Также поддомены могут использоваться для распределения клиентов по кластерам вычислительной техники, обеспечивающей функционирование сайта. Некоторые веб-сайты используют разные поддомены для разных серверов. Например, «www.example.com» может направлять на первый кластер серверов в первом дата-центре, «www.2.example.com» — на второй кластер серверов во втором дата-центре и так далее.